# まぼろし谷のねんねこ姫
『まぼろし谷のねんねこ姫』（まぼろしだにのねんねこひめ）は、ふくやまけいこによる日本の漫画作品。『なかよし』（講談社）にて1994年11月号から1998年3月号まで連載。

## あらすじ
団子店・招木屋の里穂は、一人で店番をしていた時、着物を着た子猫のような女の子・ねんねこ姫に出会う。彼女に誘われ、大きな茄子に乗って向かった先は、まぼろし谷。その時から、里穂の周りでは不思議なことが次々起きて……。

## 登場人物

### 主要キャラクター
ねんねこ姫
本作の主人公。まぼろし谷の姫であり、二足歩行する白猫のような姿をしている。さくらんぼ柄の着物を着ており、頭には大きなリボン、語尾に「ニャ」がつく。彼女が病気の弟のために、招木屋を訪れたところから、物語が始まる。
明るく前向きで、元気いっぱい。可愛いものが大好き。弟思いだが、喧嘩もたまにする。
まぼろし谷のねんねこ花が咲いたことで、人間界に修行に赴き、招木家に居候し、里穂と楽しい日々を送る。
しかし、まぼろし谷の姫が人間界へ行けるのは、本来ねんねこ花が咲いている間だけであり、また姫が傍にいないと人間界の人々はまぼろし谷を認識出来ないため、ねんねこ花が散った最終話にて、事実を告げずに別れることに……。
招木 里穂（まねき りほ）
もう一人の主人公。小学生の女の子。団子店招木屋の長女。肩をすぎる髪の一部をリボンで二つに結んでいる。
ねんねこ姫が団子を買いにきた際、人間界のお金を持っていなかった彼女に無償で団子を贈ろうとしたところ、まぼろし谷に招かれ、以降交流を持つことになる。
しっかり者で優しい性格だが、割と惚れっぽい。また、昆虫が大の苦手。
最終話にて、ねんねこ姫と涙の別れをするが、直後にねんねこ姫のことを忘れてしまう……。
こがね丸
ねんねこ姫の弟。常におしゃぶりをくわえており、台詞がないため、行動で意志を伝える。団子が大好き。色々な不思議な道具を所持している。
ねんねこ姫が人間界での修行へ赴く際、こっそりついてきて、一緒に招木家に居候をすることになった。
湯島 平次（ゆしま へいじ）
里穂のクラスメイト。スーパーゆしまの息子。所謂「好きな子ほど虐めたくなる」タイプの男子で、里穂とは喧嘩ばかりしている。しかし、いざという時には身体をはって、里穂を守り、じょじょに親密になっていく。
後に里穂と結婚し、一女・里々をもうけている。
ミケコちゃん
ねんねこ姫たちの祖母・ねんねんばあちゃんが、孫たちに贈った、動く猫の人形。包みをあけて最初に触った相手をママと思いこむようになっているため、こっそり一人で開封したこがね丸をママと呼ぶようになる。一度は本来の両親のいるひげひげ沢に戻るが、ねんねこ姫たちを恋しがり、再び人間界へ。
最終話では、ねんねこ姫たちがまぼろし谷へ帰る際に、唯一人間界に残っていたが、ただの人形になってしまっていた。後に、里穂の子たちに発見されることになる。

### まぼろし谷
竹光（たけみつ）
さくらんぼ村出身のはりこ族。まぼろし谷で働いており、ねんねこ姫のお世話役。国語力があり、難しい字なども読める。心配性が過ぎる上、何でも正直に告げてしまうために、ねんねこ姫に「嫌い」と言われることもあり、その度に猛烈に落ち込んでいる。
一度、悪いことを3回してオバケになってしまい、人間界で大暴れしてしまう。が、里穂の父の一喝で、性格が大人しくなり、良いことを3回して元に戻れた。
ねんねこ殿
ねんねこ姫とこがね丸の父。ねんねこ姫たちの実家であるカツブシ城の主。
本来、女ねんねこが引き受けるまぼろし谷の守護を、妻が不在の間引き受けており、結果通常よりも早く年をとってしまい、見た目は祖父にすら見える。
穏やかで心の広い父だが、実は若い頃にオバケになったことがある。
ねんねこ殿の奥方（ミーコ）
ねんねこ姫とこがね丸の母。娘時代に人間界で修行をし、まぼろし谷の守護をしていたが、再びねんねこ花が咲いたことで、人間界へ。
夢も希望も持たない老婆の心を取り戻すために、7年間、小さな子猫の姿で寄り添っていた。
ユカリちゃん
巨大な茄子に割り箸の四つ足をはやした姿をした、ねんねこ姫の愛馬。ねんねこきんちゃくを振り、鈴をならすと、まぼろし谷からとんでくる。
ミドリ号
巨大な胡瓜に割り箸の四つ足をはやした、竹光の愛馬。胡瓜だけに、一日に九里しか走れない。
すずのすけ
鈴ノ木山からきた、鈴屋の男の子。耳だけが黒い猫で、ねんねこ姫と同い年くらい。まだ修行中なので、鈴を直すのは苦手。
ねんねこ姫とは、お互いに好意を持っており、竹光がオバケになった際には、3回目の良いことのため、結果的に協力した。
ねんねんばあちゃん
ねんねこ姫とこがね丸の祖母。ねんねこ殿の母。ひげひげ沢に住んでおり、おもちゃになる前の存在たちと暮らしている。
人間界で活躍を見せたねんねこ姫たちに、ご褒美として、ミケコちゃんをはじめとする飯事道具を贈ってくれる。

### 人間界
招木屋主人
里穂の父。団子への信念は強く、美味しい団子を作ることに情熱をかけている。当初は、ねんねこ姫のことを「化け猫」だと嫌がっていたが、すぐにこがね丸共々受け入れ、同居を認めた。
招木 真里（まねき まり）
里穂の母。団子屋を手伝いながら、家事もこなす、良妻賢母。出会った当初からねんねこ姫たちを気に入り、娘と変わらぬ愛情を注ぐ。
割とノー天気な性格であり、大概のトラブルはプラス思考にとってしまう。また、家族中が同じものを食べて腹痛を起こした中、ひとりだけなんともなかった強靱の胃袋の持ち主でもある。
招木 真帆（まねき まほ）
里穂の兄。招木家長男。眼鏡をかけている。思春期らしく、喧嘩もするものの、団子作りに情熱を燃やす父親のことは尊敬している。後に父と同じ、団子屋の道を選んでいる。
黄菜子（きなこ）
真帆の同級生であり、思い人。大人になった後、真帆と結婚している。
桃子（ももこ）
幼少時の真里が仲良しだった少女。彼女の犬が、真里のひな人形をどこかへやってしまったということから喧嘩をしてしまい、ずっと音信不通だった。が、ねんねこ姫たちが過去へ遡り、誤解をといたことで歴史が変わり、大人になってからも変わらず交流を続けている。
ちずる
里穂の同級生であり、親しい友人。ボーイッシュな少女。最初の頃、ねんねこ姫とばかり遊ぶ里穂に嫉妬していたが、すぐに仲直りする。
白馬 純（はくば じゅん）
里穂の同級生であり、憧れの人。父は秘境の探検家であり、ほとんど母と二人暮らしをしている。平次とは性格は正反対だが、幼い頃からの友人。爽やかで、いつもニコニコしており、滅多に怒らない。
美好野 マリナ（みよしの マリナ）
里穂と同世代の少女で、物語の中盤に引っ越してきた。金持ちを鼻に掛けるお嬢様だが、悪い子ではない。マイペース過ぎる両親の元で育っているため、意外としっかり者。白馬を巡ってのライバルだったが、後に平次にも惚れる。

### ゲテモノ山
尾花丸（おばなまる）
きつねこ族の少年。人間の武士のような姿をしているが、本性は狐。
3回悪いことをしたことで、オバケとなり、結界に囲われたゲテモノ山に追放されていたが、こっそり脱出し、人間界へ。そこで出会った里穂に惚れたことで、オバケ仲間を裏切り、ねんねこ姫たちを助ける。その結果、ゲテモノ山を移動させる大山鳴動の術の生け贄にされかけるが、偶然が重なり、里穂たちに助けられる。人間界では、マリナの家に居候していた。
一度は良いことを3回して、元の姿に戻ったが、竹光の術でおばけ力を取り戻す。
最終話にて、仲間たちと力を尽くして、里穂たちを救い、まぼろし谷へ帰って行った。
カラスてんぐ
尾花丸がオバケ仲間を裏切った後、親分となった。そのため、一部の仲間からは、新・親分と呼ばれている。山伏のような格好をしたカラスのような姿をしているが、本性は二本の毛がはえた白い鳥。
悪いことをすることで、オバケの力を示そうとするものの、毎度失敗している。また、仲間の危機には後先考えずに突っ込んでいくこともある。
最終話にて、尾花丸や仲間と協力したことで、元の姿に戻り、まぼろし谷に帰った。
カマイタチ
オバケ仲間の一人で、性別は女の子。鎌の模様が入った着物をまとった大きないたちのような姿をしている。美的センスがずれており、美女や美少女に姿が変わってしまった際には、ひどく落ち込む。
人間界では、平次の家に居候しており、平次の両親にはよく手伝いをしてくれると、頼りにされていた。
最終話にて、尾花丸と同じ、きつねこ族だったことが判明。里穂をきっぱり諦めた尾花丸の手を引いて、まぼろし谷に帰って行った。
でんでこ
おばけ仲間の一人で、女の子。大きなナメクジのような姿をしているが、本性は和傘を持った垂れ耳のウサギ。
人間界では、ちずるの家に居候しており、ちずるからは少しわがままな妹のように思われていた。最終話にて、仲間たちとまぼろし谷に帰った。
やまびこ
オバケ仲間の一人で、性別は不明。オバケ仲間でもかなりの巨体。人間界では、白馬の家に居候していた。
比較的早いうちに、良いことを3回して、まぼろし谷に帰っている。

## 書誌情報
- ふくやまけいこ『まぼろし谷のねんねこ姫』 （1）、講談社〈講談社コミックスなかよし 819巻〉、1995年11月6日。ISBN 4-06-178843-4。[リンク切れ]
- ふくやまけいこ『まぼろし谷のねんねこ姫』 （2）、講談社〈講談社コミックスなかよし 843巻〉、1996年9月6日。ISBN 4-06-178843-4。[リンク切れ]
- ふくやまけいこ『まぼろし谷のねんねこ姫』 （3）、講談社〈講談社コミックスなかよし 869巻〉、1997年8月6日。ISBN 4-06-178869-8。[リンク切れ]
- ふくやまけいこ『まぼろし谷のねんねこ姫』 （4）、講談社〈講談社コミックスなかよし 888巻〉、1998年5月7日。ISBN 4-06-178888-4。[リンク切れ]
- ふくやまけいこ『まぼろし谷のねんねこ姫』 （1）、早川書房〈ハヤカワコミック文庫〉、2005年6月9日。ISBN 4-15-030801-2。
- ふくやまけいこ『まぼろし谷のねんねこ姫』 （2）、早川書房〈ハヤカワコミック文庫〉、2005年7月8日。ISBN 4-15-030805-5。
- ふくやまけいこ『まぼろし谷のねんねこ姫』 （3）、早川書房〈ハヤカワコミック文庫〉、2005年8月25日。ISBN 4-15-030808-X。